# Deltocyathus murrayi
Deltocyathus murrayi är en korallart som beskrevs av Gardiner och Frank Albert Waugh 1938. Deltocyathus murrayi ingår i släktet Deltocyathus och familjen Caryophylliidae.
Artens utbredningsområde är Indiska oceanen. Inga underarter finns listade i Catalogue of Life.